# إن بيكتوري
إن بيكتوري (باللاتينية: In pectore) وترجمتها بالعربية (في الصدر) وهو مصطلح لاتيني استخدمته الكنيسة الرومانية الكاثوليكية للتعبير عن الأفعال أو القرارات أو المعلومات التي يجب أن تظل سرية وكتمانها، وهو يقابل المعنى العربي (كتمها في صدره) أو (أخفاها في صدره) كناية عن الأشياء التي لا يرغب الشخص في الإفصاح عنها.
تستخدم هذه العبارة عادة أثناء التعيين البابوي في مجمع الكرادلة بدون الإفصاح عنها للعامة، حيث يقوم البابا باختيار اسم الكاردينال الجديد ولكنه لا يفصح عنه للعامة ويستخدم معها أحياناً المصطلح الإيطالي (in petto)، وعندما يتم الإعلان عن اسم كاردينال جديد أو نشره يتم الإفصاح عنه.
منذ ظهور هذه الممارسة في القرن السادس عشر، تنوع استخدامها بشكل كبير. لقد استخدم بعض الباباوات هذه الكلمة نادراً أو لم يستخدموها على الإطلاق، في حين استخدمها آخرون بانتظام. في النصف الأول من القرن التاسع عشر، عيّن البابا غريغوري السادس عشر نصف الكرادلة البالغ عددهم 75 (في صدره) وعند وفاته ترك وراءه العديد من الأسماء المجهولة دون معرفتها.

## خلفية تاريخية
منذ القرن الخامس عشر، كان الباباوات يصنعون in pectore التعيينات لإدارة العلاقات المعقدة بين الفصائل داخل الكنيسة، عندما قد يؤدي نشر اسم كاردينال جديد إلى إثارة الاضطهاد للفرد أو للمجتمع المسيحي ، أو عندما تكون هوية الكاردينال الجديد سرًا مفتوحًا ، للإشارة إلى تحدي معارضة الحكومة أو اتخاذ موقف دبلوماسي أو أخلاقي. على مر القرون، قام الباباوات بصنع in pectore تعيينات في ضوء العلاقات الحكومية والسياسية في مجموعة واسعة من الدول، من البرتغال والعديد من الدول الأوروبية إلى الاتحاد السوفييتي وجمهورية الصين الشعبية .
بمجرد نشر تعيينه، تصبح أولوية الكاردينال المعين in pectore يتم تحديده حسب تاريخ التعيين وليس الإعلان. وهذا يعكس المبدأ القائل بأنه كان كاردينالاً منذ تاريخ سابق وأن العضوية في مجمع الكرادلة تعتمد على قرار البابا، وليس على أي احتفال أو طقوس. ويسمح الإعلان للكاردينال بتلقي وارتداء رموز منصبه، واستخدام الألقاب المناسبة لرتبته، وأداء الوظائف المحددة للكاردينال، والأهم من ذلك، إذا كان مؤهلاً بخلاف ذلك، المشاركة في المجمع البابوي . إذا مات البابا دون أن ينشر التعيين الذي اتخذه in pectore ، تنتهي المواعيد.

### الممارسة الحديثة
وتيرة المواعيد in pectore انحدرت في وقت لاحق في القرن التاسع عشر. أجرى البابا بيوس التاسع خمسة تعيينات فقط من بين 123 كاردينالاً، وتم نشر جميعها خلال أربع سنوات من إنشائها. سمى البابا ليون الثالث عشر سبعة كرادلة فقط من أصل 147 in pectore وقد نشرت جميعها. الوحيد in pectore تعيين البابا بيوس العاشر كان أنطونيو مينديز بيلو ، بطريرك لشبونة. لقد اعتمدت الجمهورية البرتغالية التي تأسست عام 1910 سياسات معادية لرجال الدين بشدة . تم الكشف عن تعيين بيلو في 25 مايو 1914، وهي المرة الأخيرة التي قام فيها بيوس بتعيين الكرادلة قبل ثلاثة أشهر من وفاته،  على الرغم من أن الكرسي الرسولي لم يعترف بحكومة البرتغال حتى عام 1919. البابا بنديكتوس الخامس عشر صنع اثنين in pectore التعيينات في عام 1916: الأول، ربما بول فون هوين ،  لم يتم نشره أبدًا والآخر كان أدولف بيرترام ، وهو أسقف ألماني، كانت بلاده في حالة حرب مع إيطاليا. نُشر اسمه في ديسمبر 1919 بعد انتهاء الحرب.    في عام 1933، أنشأ البابا بيوس الحادي عشر اثنين من الكرادلة in pectore : فيديريكو تيديشيني ، السفير البابوي في إسبانيا ، وكارلو سالوتي ، سكرتير المجمع المقدس للطقوس . وقد تم نشرها في اجتماع الكنيسة المنعقد في 16 ديسمبر 1935.    البابا يوحنا الثالث والعشرون صنع ثلاثة in pectore التعيينات في 28 مارس 1960 ولم يتم نشرها أبدًا.   
البابا بولس السادس صنع أربعة in pectore المواعيد. توفي أحدهم، يوليوس هوسو ، دون أن يتم نشر تعيينه، على الرغم من أن بولس كشف عن ذلك بعد بضع سنوات.  بول صنع in pectore تعيين ستيبان تروتشتا في 28 أبريل 1969، نُشر في 5 مارس 1973،  وفرانتيشك توماشيك في 24 مايو 1976، نُشر في 22 يونيو 1977.  في حالة جوزيف ترينه-نهو-خوي ، قام بول بتعيين in pectore في 28 أبريل 1976 عند إعلانه عن مجلسه المقبل. عندما منحت حكومة فيتنام ترينه-نهو-خوي تأشيرة للسفر إلى روما، نشر بول هذا التعيين كمفاجأة من خلال ذكر اسم ترينه-نهو-خوي باعتباره آخر عشرين كاردينالًا تم تعيينهم في ذلك المجمع في 24 مايو. 
البابا يوحنا بولس الثاني يسمي أربعة كرادلة in pectore ثلاثة منهم كشف عنهم لاحقًا: إغناطيوس كونغ بين مي ، أسقف شنغهاي ، جمهورية الصين الشعبية ، الذي عُيّن in pectore 30 يونيو 1979، نُشر في 29 مايو 1991؛  ماريان جاوورسكي ، رئيس أساقفة لفيف ، أوكرانيا ؛ ويانيس بوجاتس من ريغا ، لاتفيا ، وكلاهما عُيّن in pectore في 21 فبراير 1998، وكلاهما نُشر في 29 يناير 2001.  أنشأ البابا يوحنا بولس الثاني البابا الرابع في عام 2003، لكنه لم يكشف عن الاسم مطلقًا، وانتهى التعيين بوفاة البابا. لو تم اكتشاف الاسم في وصية البابا، لكان التعيين لا يزال يعمل بموجب in pectore القواعد، وكان من الممكن اعتبارها منتهية الصلاحية. 

## في الثقافة الشعبية
- في رواية "أحذية الصياد " (1963) لموريس ويست ، يصل الأوكراني كيريل بافلوفيتش لاكوتا إلى روما ويكشف أنه تم تعيينه كاردينالًا in pectore من قبل البابا السابق. [20]
- في رواية الفاتيكان (1986) لملاخي مارتن ، يكشف البابا على فراش موته أنه أطلق على الشخصية الرئيسية، ريتشارد لانسينج، اسم كاردينال in pectore . [21]
- في رواية الأب إيليا لمايكل د. أوبراين ، تم تعيين الشخصية الرئيسية أسقفًا in pectore وأُرسل إلى أبرشيته الجديدة النائية من أجل التهرب من الاعتقال بتهمة القتل الملفق لصديقه.[بحاجة لمصدر][ بحاجة لمصدر ]
- في رواية الكاردينال السري (2007) للكاتب توم جريس، يستعين البابا بابن الكاردينال الروحي، وهو جندي البحرية السابق نولان كيلكيني، لإنقاذ رجل دين يُدعى كاردينال in pectore قبل عشرين عامًا من سجن صيني. [22]
- في كتاب كونكلاف (2016) لروبرت هاريس ، يصل فينسنت بينيتيز، وهو فلبيني يعمل رئيس أساقفة بغداد ، قبل بدء الكونكلاف بوثيقة تثبت أنه تم تعيينه كاردينالًا in pectore من قبل البابا الراحل. ولشرح هذا الإجراء غير المعتاد، طلب هاريس من عميد مجمع الكرادلة أن يذكر أحد الكرادلة بأن البابا الراحل "راجع القانون الكنسي in pectore "المواعيد التي تم تحديدها قبل وفاته بفترة وجيزة". [23] [24] في النسخة السينمائية ، هذا الكاردينال المخفي هو مكسيكي ورئيس أساقفة كابول .